# Miguel Ramón Izquierdo
Pour les articles homonymes, voir Izquierdo.
Miguel Ramón y Izquierdo (en castillan) ou Miquel Ramón i Izquierdo (en catalan), né le 8 décembre 1919 à Valence et mort le 17 septembre 2007 dans la même ville, est un juriste et homme politique espagnol, maire de Valence durant le franquisme (1973-1979) et l'un des fondateurs d'Unió Regional Valenciana puis d'Unión valenciana, partis fondateur et emblématique du blavérisme.

### Vidéographie
- (ca) Del roig al blau. la transició valenciana, de Llorenç  Soler, de Miquel  Francés, Universitat de València, 2004, DVC-PRO [présentation en ligne]